# Плісковоля
Плісковоля (пол. Pliskowola) — село в Польщі, у гміні Осек Сташовського повіту Свентокшиського воєводства.
Населення — 1004 особи (2011).
У 1975-1998 роках село належало до Тарнобжезького воєводства.

## Демографія
Демографічна структура на день 31 березня 2011 року:
|          | Загалом | Допрацездатний вік | Працездатний вік | Постпрацездатний вік |
| -------- | ------- | ------------------ | ---------------- | -------------------- |
| Чоловіки | 507     | 114                | 344              | 49                   |
| Жінки    | 497     | 101                | 275              | 121                  |
| Разом    | 1004    | 215                | 619              | 170                  |